# Thripsaphis foxtonensis
Thripsaphis foxtonensis är en insektsart. Thripsaphis foxtonensis ingår i släktet Thripsaphis och familjen långrörsbladlöss. Inga underarter finns listade i Catalogue of Life.